# 金鸡奖最佳合拍片
中国电影金鸡奖最佳合拍片，1994年开始颁发的非常设影片奖项，于2004年取消。同年合拍片开始具备资格参与最佳故事片奖的角逐。

## 获奖与提名名单
| 年份   | 届次   | 影片               | 导演           | 合拍国家/地区             |
| ------ | ------ | ------------------ | -------------- | ------------------------- |
| 1994年 | 第14屆 | 《炮打双灯》       | 何平           | 香港                      |
| 1994年 | 第14屆 | 《股疯》           | 李国立         | 香港                      |
| 1995年 | 第15屆 | 《背靠背，脸对脸》 | 黄建新、杨亚洲 | 香港                      |
| 1995年 | 第15屆 | 《二嫫》           | 周晓文         | 香港                      |
| 1995年 | 第15屆 | 《精武英雄》       | 陈嘉上         | 香港                      |
| 1996年 | 第16屆 | 《变脸》           | 吴天明         | 香港                      |
| 1997年 | 第17屆 | 《宋氏三姐妹》     | 张婉婷         | 香港                      |
| 1997年 | 第17屆 | 《龙城正月》       | 杨凤良         | 香港                      |
| 1998年 | 第18屆 | 《半生缘》         | 许鞍华         | 香港、 臺灣               |
| 2000年 | 第20屆 | 《西洋镜》         | 胡安           | 美国                      |
| 2000年 | 第20屆 | 《卧虎藏龙》       | 李安           | 美国、 英国、 臺灣、 香港 |